# キルデア県
キルデア県（愛: Contae Chill Dara、英: County Kildare）は、アイルランド東部、レンスター地方の県。2022年の人口は246,977人。

## 歴史
キルデア県は1297年にシャイアされ、1832年に現在の境界線となったが、多くの飛び地や飛び地を取り除くための修正が行われた。
キルデア県は当時、有力なフィッツジェラルド家の本拠地であった。県の一部はダブリン周辺のペイルの一部でもあった。

## 地理
キルデア県は、アイルランドの32の県の中で面積で24番目に大きく、人口では7番目に大きい。レンスター地方の12の県の中では8番目に大きく、人口では2番目に多い。カーロウ県、リーシュ県、ミーズ県、オファリー県、ダブリン県、ウィックロー県に接している。内陸の郡として、キルデア県は一般的に低地の地域である。最高地点は、東に隣接するウィックロー山地の麓である。キルデアの最高地点はダブリンとの県境にあるキューピッドタウン・ヒル（Cupidstown Hill）で、キルデア中心部ではアレンの丘（Hill of Allen）が最高地点となっている。

### 自然地理
県内にはバロー川、リフィー川、ボイン川という3つの大きな川が流れている。グランド・カナルは、東のライオンズから西のラタンガン、モナステレビンまで県を横断している。南部の支流はアティでバロー運河に合流する。ロイヤル・カナルは、ミーズとの県境に沿って県の北部を横断している。ポラードタウン・フェン（Pollardstown Fen）は、アイルランドに残る最大の石灰質の低湿地で、面積は220ヘクタールに及び、絶滅の危機に瀕している植物群落を持つ国際的に重要な低湿地の生態系として認められており、1986年には国立自然保護区に指定された。
アレン泥炭地は、958km2に及ぶ大規模な湿地帯で、キルデア県、ミーズ県、オファリー県、リーシュ県、ウェストミーズ県にまたがっている。キルデア県には243km2の湿地帯があり（キルデア県の土地面積のほぼ14％）、そのほとんどが南西部と北西部に位置している。ここには、185種以上の動植物が生息している。
キルデアには8,472ヘクタール（20,930エーカー）の森林があり、県の総面積の約5％を占めている。このうち4,056ヘクタール（10,020エーカー）は針葉樹、2,963ヘクタール（7,320エーカー）は広葉樹、残りの面積は未分類種である。

## 主な都市
| タウン         | 人口 (2022年) |
| -------------- | ------------- |
| ネース         | 26,180        |
| ニューブリッジ | 24,366        |
| セルブリッジ   | 20,601        |
| メイヌース     | 17,259        |
| リークスリップ | 16,733        |
| アティ         | 11,035        |
| キルデア       | 10,302        |
| キルコック     | 8,674         |
| クレーン       | 8,152         |
| サリンズ       | 6,269         |
| モナステレビン | 5,307         |
| キル           | 3,818         |
| キルカレン     | 3,815         |

## 地方自治体と政治
キルデア県議会（Kildare County Council）は、キルデア県の地方自治体である。地方選挙区は、アティ（6議席）、セルブリッジ - リークスリップ（7議席）、メイヌース（9議席）、キルデア - ニューブリッジ（9議席）、ネース（9議席）である。評議会には40名の議員がいる。現職の評議会は2019年5月に選出された。2014年の地方自治改革法により、リークスリップ、ネース、ニューブリッジ、アティの各町は独立した町議会を持たなくなり、対応する地方選挙区に吸収された。
国民議会下院（ドイル・エアラン）への選挙には、キルデア北部（4名）、キルデア南部（3名）の2つの選挙区がある。中東部地域の一部として、中東部地域当局の管轄下にある。
欧州議会の選挙では、4人の欧州議会議員を擁するミッドランド北西部に属している。

### 医療
キルデア県の病院には、ネース総合病院（Naas General Hospital）やクレーン総合病院（Clane General Hospital）などがある。

## 人口統計
2016年の国勢調査によると、キルデア県の人口は222,504人である。民族別にみると白人アイルランド人が84％、その他の白人民族が9％、黒人が2％、アジア人が2％、その他の民族が1％、記載なしが2％と記録されている。宗教については、国勢調査ではカトリックが80％、その他の宗教が9％、無宗教が10％、記載なしが2％となっている。以下は、多重国籍者を含まない外国人の人口統計である。
| 国籍           | 人口  |
| -------------- | ----- |
| ポーランド     | 7,205 |
| イギリス       | 3,808 |
| リトアニア     | 1,696 |
| ルーマニア     | 1,308 |
| ラトビア       | 884   |
| スロバキア     | 523   |
| インド         | 442   |
| スペイン       | 397   |
| フランス       | 381   |
| フィリピン     | 363   |
| 中華人民共和国 | 348   |
| 日本           | 35    |

## 交通

### 道路
キルデア県には、アイルランドの主要道路網の中心地がある。
ダブリンからスライゴまでの国道4号（N4）および高速道4号（M4）は、リークスリップ、メイヌース、キルコックの町を通過しながら県の北部を走行している。ダブリンからリムリックまでの高速道7号（M7）は県内を走り、ネース、ニューブリッジ、キルデア、モナステレビンの町を通過する。1964年に改良工事が行われた際には、ダブリンからネースまでの道路がアイルランドで初めての二車線道路になっていたため、この道路は「ネース二重車線道路」と呼ばれている。高速道9号（M9）はキルカレンから始まり、ウォーターフォードで終わるもう一つの高速道路である。

### 鉄道
また、ダブリン、レンスター地方南部、マンスター地方、コノート地方との間を結ぶ列車も運行しており、コーク、ウォーターフォード、リムリック、ゴールウェイにも毎日乗り入れている。

### 水路
キルデア県は、18世紀後半に建設されたアイルランドのグランド・カナル・ネットワークの中心地である。キルデアとウォーターフォード、ダブリン、リムリック、アスローンを結んでいる。ロイヤル・カナルはダブリンから西に走り、その一部はミーズ県との境界を形成している。

## 教育
- アイルランドのカトリック教徒を教育するために1795年にジョージ3世によって設立されたセント・パトリック・カレッジと1997年に設立されたメイヌース大学の2つの第3レベルの教育機関がメイヌースにある。両校はキャンパスと多くの施設を共有している。1997年に正式に分離された。メイヌース大学はアイルランドで唯一、都市部にない大学である。
- クロンガウェス・ウッド・カレッジ（Clongowes Wood College）は、クレーン近郊にある私立の中等男子全寮制学校である。1814年にイエズス会によって設立され、アイルランドで最も古いカトリック学校のひとつである。
- ニューブリッジ・カレッジ（Newbridge College）は共学の有料中等教育学校である。1852年にドミニコ会が男子生徒のための寄宿学校として設立した。
- レンスター・シニア・カレッジ（Leinster Senior College）は、リービング・サーティフィケート（高校卒業試験）を取得することを目的とした小規模な私立中等教育機関である。
- クレーンの町にはもうひとつの教育機関であるクレーン・カレッジ（Clane College）があり、キルデアのコミュニティにさらなる教育を提供している。
- ネースCBS（Naas C.B.S.）、セント・メアリー・カレッジ・ネース（Saint Mary's College Naas）、パイパーズ・ヒル・カレッジ（Piper's Hill College）は、ネースの3つの主要な中等教育機関である。